# Ashnan
Ashnan, la sirvienta amable, era en la mitología sumeria, una diosa de los granos, hija de Enlil y hermana de Lahar, creadas por los Anunaki para facilitar alimentos a la humanidad.  
Inicialmente vivió en Duku (Dulkug), donde  Enlil, por orden de Enki, crea campos y granjas para ella. En esta zona había suficiente espacio para que Lahar, diosa de la ganadería, criara ganado y para que Ashnan cultivara. Pero un día se emborracharon y se pelearon, recayendo en Enki y Enlil la resolución del conflicto. 
A veces también aparece en pareja con Šakkan.